# 1017

## Nașteri
- 28 octombrie: Henric al III-lea al Sfântului Imperiu Roman (d. 1056)

## Decese
- 12 iulie: Genshin  (n. 942)
- dată necunoscută: Vasile Mesardonites  (n. ?)
- 18 septembrie: Henric de Schweinfurt  (n. 980)
- 22 iunie: Leon Passianos  (n. ?)